# 證券大樓
證券大樓是民國時期上海華商交易所（二戰後更名為上海證券交易所）的辦公地點，位於漢口路422號。這座建築始建於1932年，竣工於1934年8月，共高8層，設計者是畢業於清華大學的建築師上陸謙受。1949年之後，由於上海證券交易所被關閉，這座建築更名為華企大樓，由上海市五金交電供應站等單位使用。